# Umberto Pettinicchio

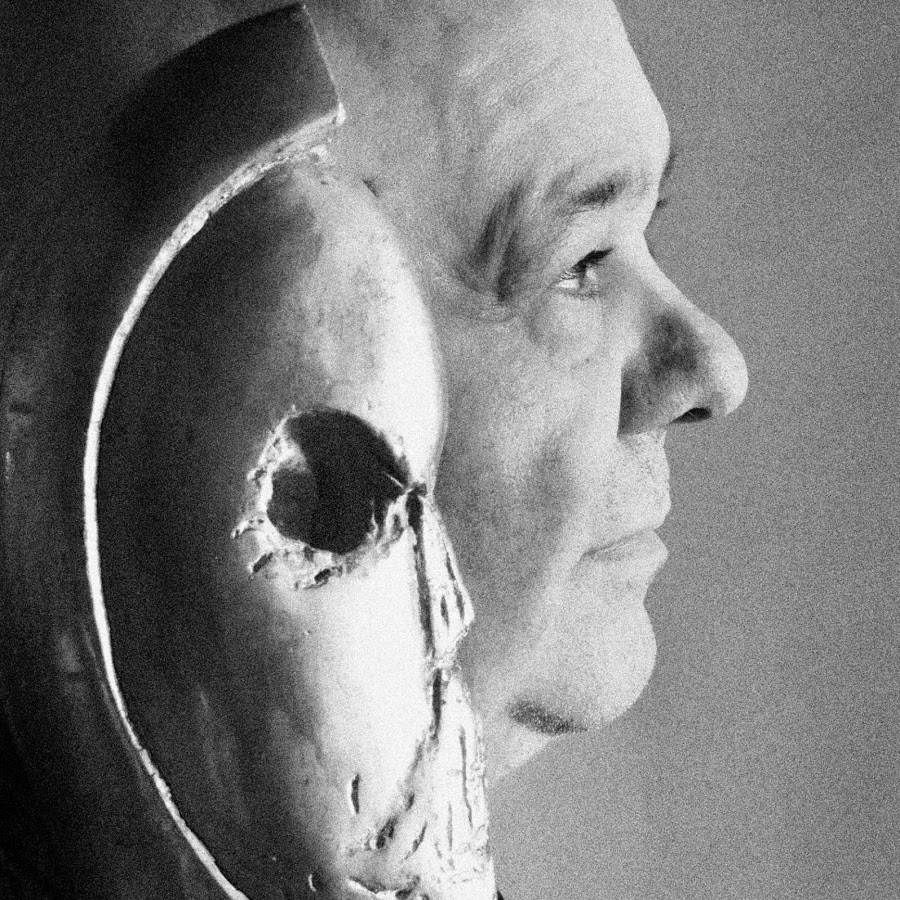
Umberto Pettinicchio

Umberto Pettinicchio (*  30. Juni 1943 in Torremaggiore) ist ein italienischer Maler und Bildhauer.

## Leben
Pettinicchio ging in seiner Jugend einfacheren Beschäftigungen nach. Erste Berührungen mit der Kunst bekam er bei einer Beschäftigung in einer kleinen Dekorationsfirma. Zunächst brachte er sich die Malerei autodidaktisch bei. 1959 ging er dann nach Mailand, um an der Kunstschule der Accademia di Belle Arti di Brera bei Gino Moro zu lernen.
Im kulturellen Zentrum des Mailänder Viertels Isola nahm er zunächst an einigen Gruppenausstellungen teil. Seine erste Einzelausstellung hatte er 1969 in der Galerie „Sassetti“ in der Via Paracelso. 1976 bezog er ein Atelier in der Via Bolzano, das ihm von einem Bestattungsunternehmer und Kunstliebhaber namens Luigi Fossati zur Verfügung gestellt wurde, später dann von dessen Sohn Marco Fossati. Hier entstand eine Serie erster bedeutender Werke. Seine Keramikarbeiten sind auch durch Erfahrungen geprägt, die er bei Studienaufenthalten in Spanien in den frühen 1980er Jahren sammelte, wo er ebenfalls in mehreren Städten ausstellte.
2015 hatte er in Italien 84 Einzelausstellungen. Unter anderem auch zusammen mit dem Fotografen Steve McCurry im Schweizer Hauptsitz von Leo Burnett in Lausanne. Werke von Pettinicchio befinden sich in sieben europäischen Museen, beispielsweise im Museo de Bellas Artes de Asturias in Oviedo und im Museo de Arte Moderno y Contemporáneo de Santander y Cantabria, Santander, Spanien.

## Ausstellungen (Auswahl)
- 1972: „La Permanente“, LXXII Mostra Annuale d’Arte della regione Lombardia, Mailand
- 1982: „Scultura all’ aperto“, Pagani-Museum, Castellanza
- 1982: VIII Bienal Internacional del Deporte en Las Bellas Artes (BIDA), Madrid, Spanien
- 1982: Museo de Arte Moderno y Contemporáneo de Santander y Cantabria, Santander, Spanien
- 1983: Museo de Bellas Artes de Asturias, Oviedo, Spanien
- 1983: Casa de la Cultura, Avilés, Spanien
- 1983: Arteder ’83, Bilbao, Spanien
- 1985: Arte Fiera, Bologna, Spanien

## Kataloge
- Umberto Pettinicchio; anlässlich der Ausstellung im Museo de Bellas Artes de Asturias in Oviedo, März 1983.